# 佩特拉德
佩特拉德（Petlad），是印度古吉拉特邦Anand县的一个城镇。总人口51153人（2001年）。

## 人口
该地2001年总人口51153人，其中男性26739人，女性24414人；6岁或以下人口5239人，其中男2850人，女2389人；识字率73.57%，其中男性为79.19%，女性为67.41%。